# Sede titolare di Tingi
Tingi (in latino: Dioecesis Tingitana) è una sede titolare soppressa della Chiesa cattolica.

## Storia
La sede fa riferimento alla città di Tangeri, di cui Tingis è l'antico nome romano. Essa fu istituita alla fine dell'Ottocento e fu soppressa il 14 novembre 1956, quando in forza della bolla Qui Deo disponente di papa Pio XII fu restaurata l'arcidiocesi di Tangeri.

## Cronotassi dei vescovi titolari
- Stefano Melchisedechian † (31 maggio 1892 - 1894 deceduto)
- Bernard Thomas Edward Clark, O.F.M.Cap. † (21 marzo 1902 - 10 giugno 1910 nominato vescovo di Port Victoria)
- José Santiago Irala, O.F.M. † (4 luglio 1910 - 28 luglio 1939 deceduto)
- Friedrich Osterrath, O.S.B. † (14 novembre 1939 - 14 novembre 1956 nominato vescovo titolare di Siedra)